# صادق‌آباد (گالیکش)
صادق آباد، شهری است از توابع بخش لوه شهرستان گالیکش در استان گلستان است.
پیشینه این شهربه نام شغال تپه بر می گردد که به حضرت سلیمان منتسب می شود که می خواست برج بلندی برای همسرش بسازد که با پیشنهاد هدهد تخریب شد و به صورت تپه‌های متعددی درآمد و جایگاه شغالها شد که بعدها به شعال تپه معروف شد که ساکنان اولیه آغاز سکونت جدید را حدود ۱۳۱۵ گزارش داده اند.محل قبرستان قدیمی روستادر حدود صد و بیست متری آق چشمه کنونی قرار داشته است.این شهر با مشارکت بالای سیاسی و مردمی خون گرم و مهمان نواز یکی از قطب های مهم منطقه محسوب میشود.این شهر در واقع با مهاجرت اقوام مختلف از نواحی خراسان شمالی و سیستان و بلوچستان و نقاط دیگر کشور ایجاد شده است.به تازگی این محل با حمایت گسترده مردمی به بخش تبدیل شد با پیوستن روستای لوه به این شهر و به جهت حمایت و معرفی جاذبه های گردشگری ،نام بخش صادق آباد به بخش لوه تبدیل شد.

## جمعیت
این شهر در شهرستان گالیکش قرار داشته و بر اساس سرشماری سال ۱۳۹۰ جمعیت آن ۱۵۹۲ نفر (۴۶۳ خانوار)
بوده‌است.